# Istituto di cristallografia
L'Istituto di cristallografia (IC) è un istituto di ricerca del Consiglio Nazionale delle Ricerche che si occupa principalmente di cristallografia.

## Storia
Fin dalla sua istituzione il Consiglio Nazionale delle Ricerche ha rivolto l'attenzione all'importante campo della cristallografia che ha contribuito allo sviluppo industriale dell'Italia, tra cui l'aver contribuito alle ricerche sugli acciai speciali e sul polipropilene.
Nel 2002 nell'ambito di un riordino organizzativo del CNR è nato l'Istituto di cristallografia che ha riunito due precedenti Istituti di "Ricerca per lo Sviluppo di Metodologie Cristallografiche" e di "Strutturistica Chimica Giordano Giacomello".
Le attività dell'Istituto sono organizzate su tre principali poli di ricerca presso l'Area della Ricerca di Bari, l'Area della Ricerca di Montelibretti e l'AREA Science Park di Trieste. L’Istituto di Cristallografia fonde due anime della cristallografia: quella metodologica e quella sperimentale: sviluppa metodi cristallografici innovativi, applicabili a materiali inorganici e biologici; studia la struttura delle molecole proteiche e delle piccole molecole di interesse industriale e biofarmaceutico; caratterizza i materiali di interesse tecnologico come nano-cristalli e quasi-cristalli; sviluppa la ricerca strumentale introducendo una strumentazione scientifica innovativa sul mercato internazionale; è un importante sviluppatore di software di interesse internazionale; realizza bio-sensori basati su proteine fotosintetiche, necessarie a varie applicazioni ambientali, alimentari e mediche. L’IC ha forti interazioni con l'industria farmaceutica nazionale e internazionale, con imprese che lavorano nell’area dei materiali di interesse tecnologico e con imprese che producono strumentazione scientifica.
Presso l'Area della ricerca di Montelibretti opera inoltre un gruppo di ricerca attivo nel settore delle ICT e dei Sistemi di Supporto alle Decisioni che si caratterizza come trasversale alle attività dell'Istituto e del Consiglio Nazionale delle Ricerche in generale.
Il direttore attuale è Cinzia Giannini.
Il personale scientifico consiste in circa 60 ricercatori cui si affiancano circa 20 tecnici e 3 amministrativi.

## Museo
Nel 2002 è stato inaugurato presso la sede dell'Istituto sita nell'Area della Ricerca di Montelibretti il Museo della strumentazione e informazione cristallografica, che raccoglie gli strumenti storici attraverso i quali dagli inizi del XX secolo sono state svolte le attività di ricerca nel settore cristallografico.